# Вотчал, Евгений Филиппович
Евгений Филиппович Вотчал (14 (26) октября 1864, с. Борзна, Черниговская область, Украина; по другим данным — Казань, Казанская губерния — 1 апреля 1937, Киев, УССР) — советский и украинский ботаник, академик АН УССР (1921).

## Биография
Родился 14 (26) октября 1864 года в Казани в семье служащего. Его отец — Филипп Иванович — дворянин, уроженец Черниговской губернии, титулярный советник, столоначальник Казённой палаты Казанской губернии, позднее (после рождения сына Евгения) — гласный Чебоксарского уездного земского собрания, председатель Чебоксарской земской управы; мать — Варвара Яковлевна — помещица Чебоксарского уезда (сельцо Усадки и деревня Пятино, всего 615 дес. земли). 

В 1883 году Евгений окончил с золотой медалью Вторую казанскую классическую гимназию и
поступил на естественное отделение физико-математического факультета Казанского университета, который окончил с золотой медалью в 1887 году (по другим данным — в 1889). 

В 1887—89 работал там же на кафедре ботаники — специализировался в области физиологии растений у известного
ботаника Н. Ф. Леваковского (проводил исследования распределения соланина в растениях и откладывания крахмала в древесных породах), участвовал в научной экспедиции на Тянь-Шань. 

Работал в Петровской сельскохозяйственной академии под руководством К. А. Тимирязева. С 1898 года профессор сельскохозяйственного факультета Киевского политехнического института. 

Член Русского ботанического общества (1915). В 1915—1917 годах — гласный Чебоксарского уездного земского собрания.

Один из организаторов и сотрудник (с 1922 по 1937 год) Научного института селекции (ныне — Всесоюзный научно-исследовательский институт сахарной свёклы в Киеве).
Скончался 1 апреля 1937 года в Киеве, похоронен на Лукьяновском кладбище.

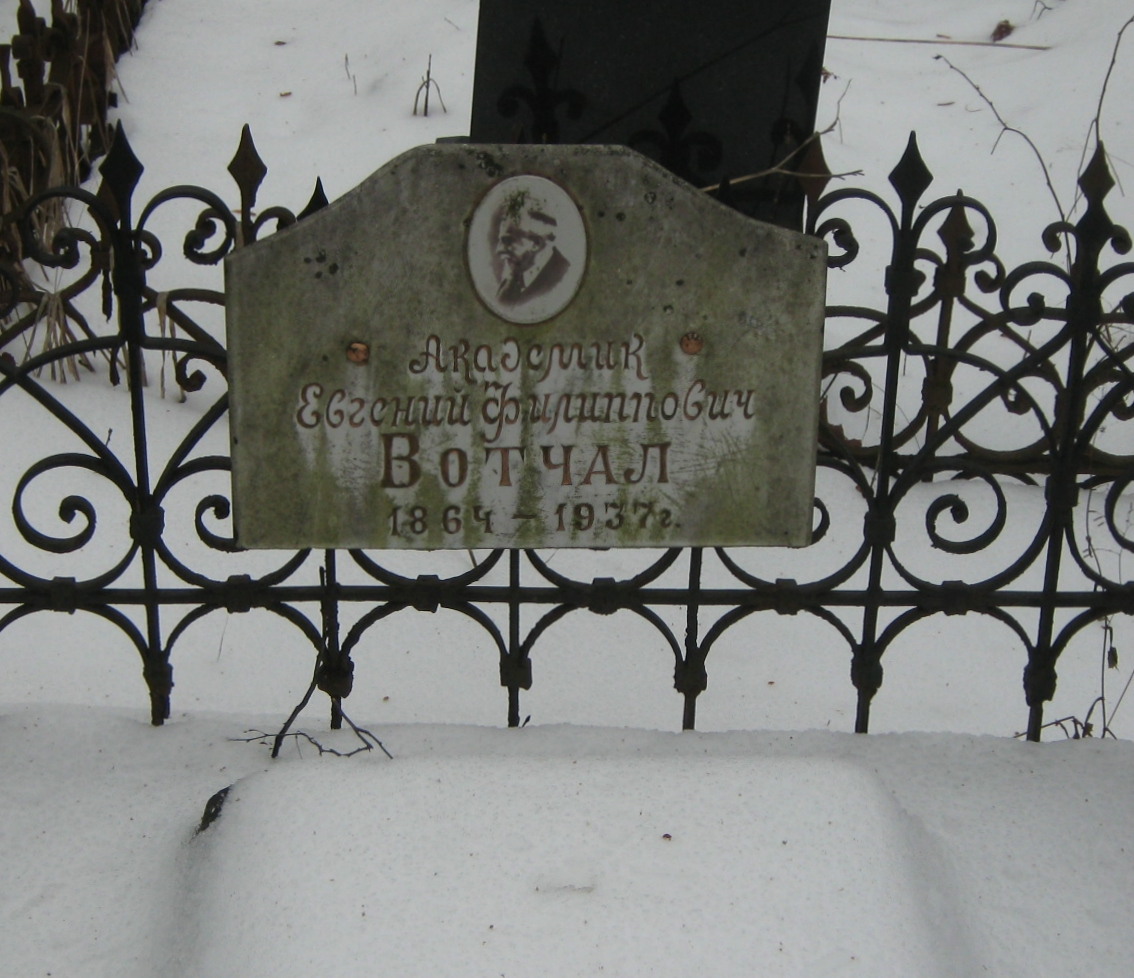
Могила Вотчала Е. Ф.

## Научные работы
Основные научные работы посвящены изучению передвижения пасоки и распределения электрического потенциала в стволах деревьев.
- 1897 — Обосновал теорию передвижения воды по растению с помощью верхнего и нижнего концевых двигателей. Данный метод станет широко известен как корневое давление.
- Разработал оригинальную методику взятия проб пасоки в природных условиях с соблюдением асептики.
- Создал школу украинских ботаников-физиологов.

## Семья
Жена — Евгения Осиповна Вотчал, микробиолог.
- Сын Алексей Евгеньевич (1891—1942) — ботаник, физиолог-экспериментатор[7], автор нескольких научных работ по физиологии растений, в 1920-е годы — преподаватель Казанского университета[8], позднее работал вместе с отцом во Всесоюзном научно-исследовательском институте сахарной свеклы[4], с 1935 года стал работать во Всесоюзном институте растениеводства сразу в должности старшего научного сотрудника. В 1936 году ему была присуждена учёная степень кандидата биологических наук без защиты диссертации. Занимался экспериментами по оценке коллекционных образцов ряда культур на засухоустойчивость и морозостойкость, сконструировал холодильную и суховейную установки, работал по фотосинтезу, транспирации и температурному режиму растений. Основная работа проводилась в Пушкинских лабораториях института при отделе физиологии[7]. Во время Великой Отечественной войны остался в оккупированном Пушкине, расстрелян вместе с женой, Татьяной Алексеевной (тоже старшим научным сотрудником Всесоюзного института растениеводства), когда они не остановились на окрик немецкого офицера[9].
- Сын Борис Евгеньевич (1895—1971) стал учёным-медиком и клиническим фармакологом.
- Дочь Вера Евгеньевна (Вотчал-Словачевская) — врач-хирург, работала в Боткинской больнице в Москве[10], автор книги об отце[11].